# Avatha subpunctata
Avatha subpunctata là một loài bướm đêm trong họ Erebidae.